# Муляр

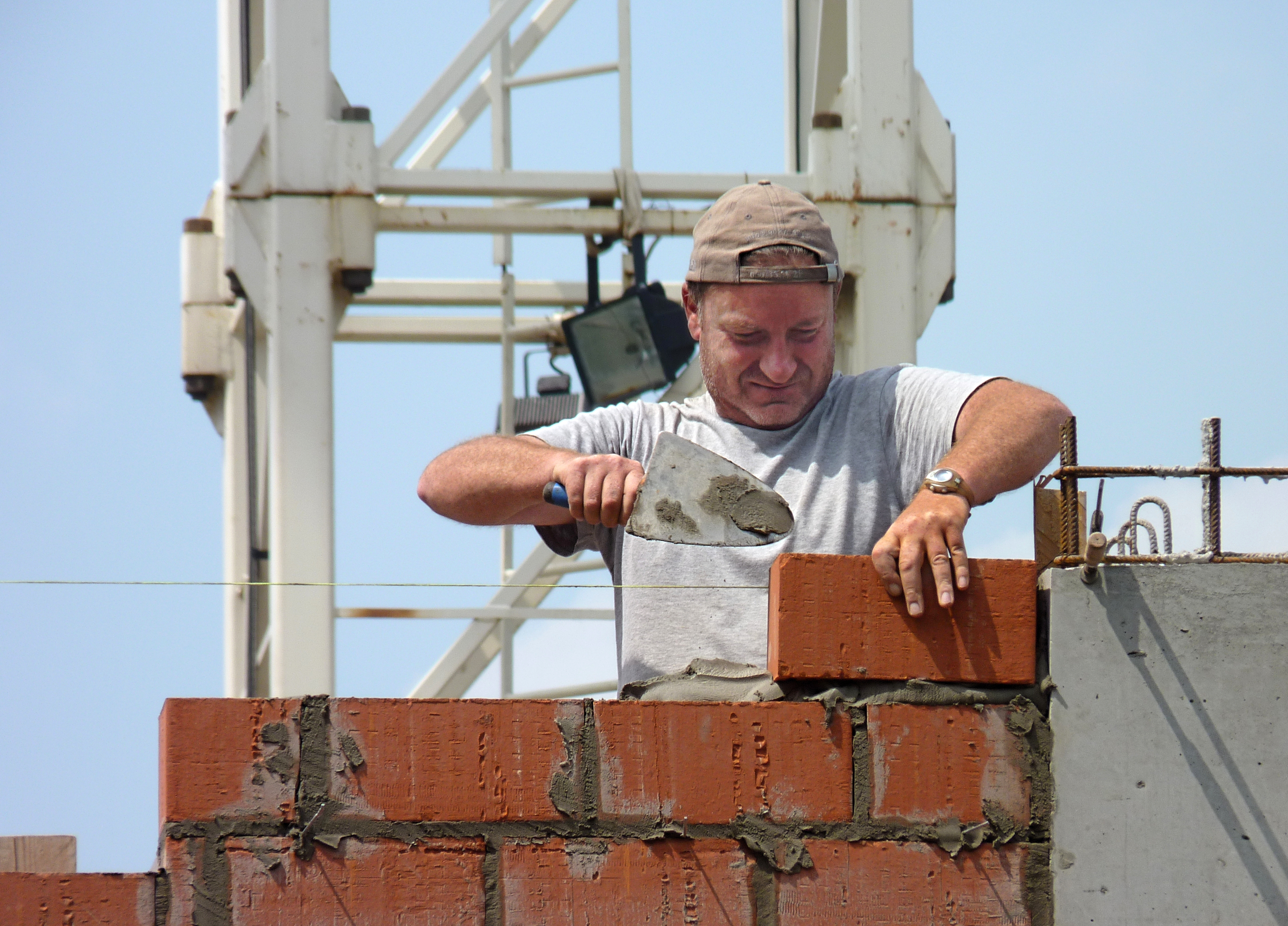
Муляр на будівництві в Бельгії

Му́ляр — будівельний робітник, який виконує роботи з мурування або ремонту конструкцій зі штучних і природних будівельних матеріалів. Мулярами зводяться цегляні житлові будинки, промислові комплекси, гідротехнічні споруди і мости.
Слово муляр в українській мові має германське походження: або від сер.-в.-нім. mürære, або від нім. Maurer: можливо, через посередництво пол. murarz.
Часто муляра неправильно звуть «каменярем».

## Історія

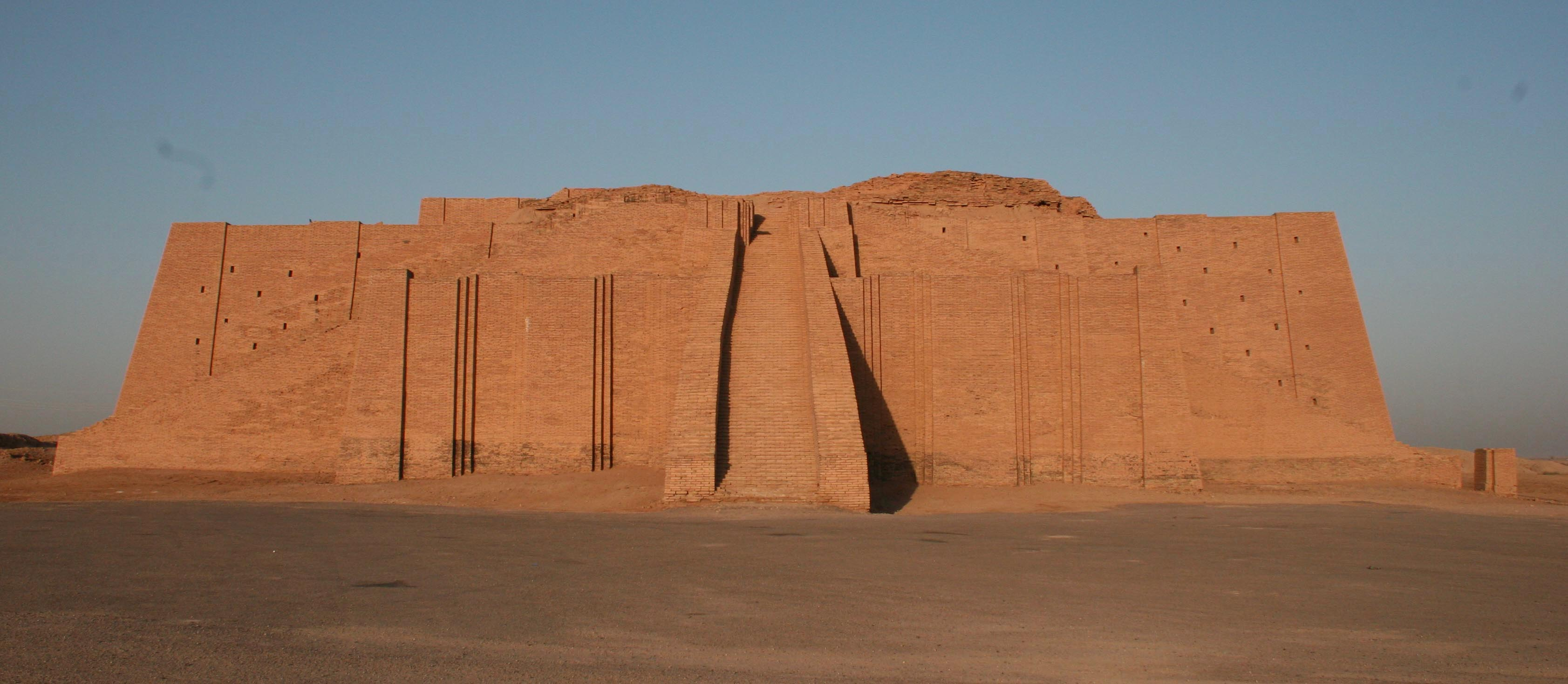
Зикурат в Урі — культова споруда, змурована з 26 мільйонів цеглин сирцю

Ремесло муляра — одне з найдавніших, історія цього заняття йде в глибину тисячоліть. З'явилось воно, напевно, тоді, коли виникла потреба будувати постійні житла в умовах нестачі деревних матеріалів, але при наявності каменю, як у Середземномор'ї, або глини, як, наприклад, у Стародавньому Межиріччі. Відомо, що ще в III тисячолітті до нашої ери жителі Месопотамії будували величезні храми-зикурати, для яких були потрібні мільйони цеглин. У землях з різними природними умовами мистецтво муляра формувалось різними шляхами: вплив справляли не тільки багатовікові традиції будівництва, але й характер матеріалу, що мався у розпорядженні будівельників. Так, брак якісного будівельного каменю в околицях Лондона зробив його «цегляним містом», а Париж тривалий час будували з «лютеційського вапняку», що у величезній кількості надавали каменярні Паризького басейну.

## Сучасність
Поява монолітних каркасів, змінення технічних засобів зведення будівель не витіснили мурування. Досі професія муляра є одною з найбільш затребуваних на ринку праці. Поряд зі звичайним муляром, існує ще професія муляра-монтажника. Він здійснює не тільки мурування, а й установлення залізобетонних перекриттів, дахів, збірних конструкцій.

## Див. також

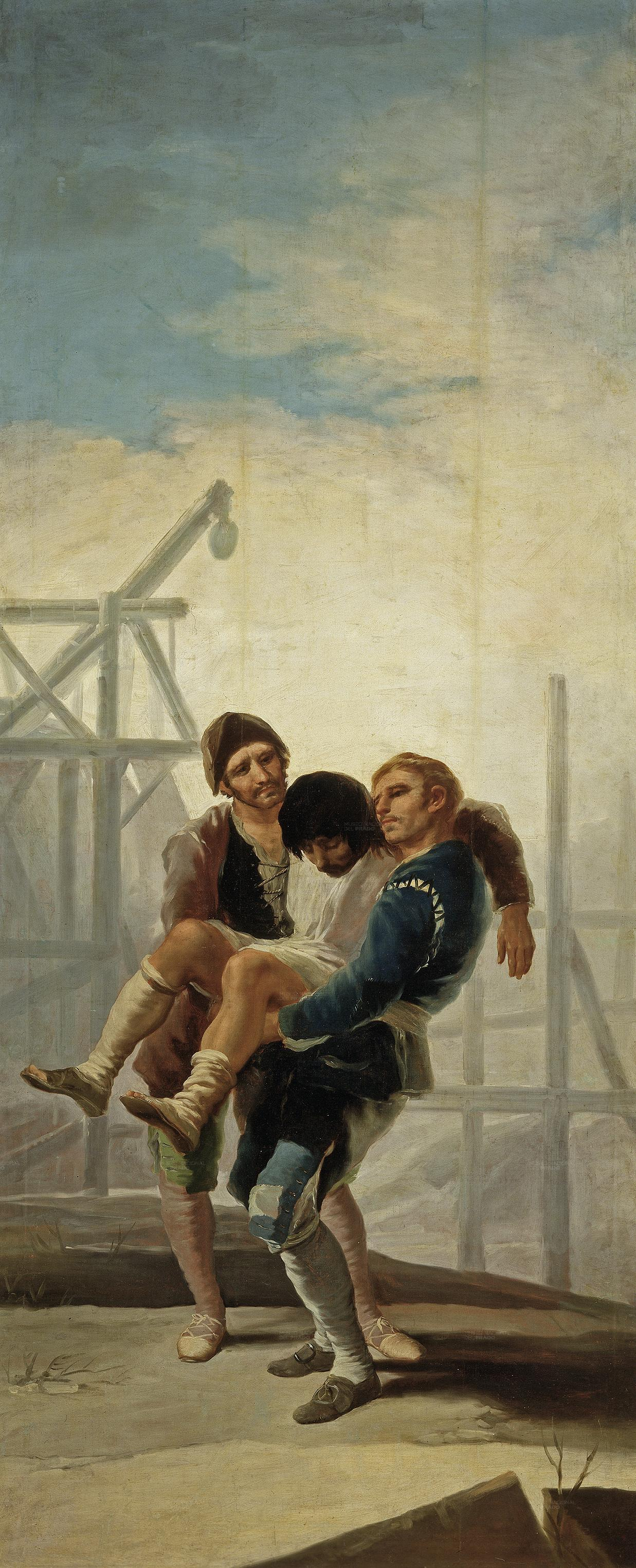
Франсіско Гойя, Поранений муляр, 1786—1787

## Мулярський інструмент
| Фото | Назва                                        | Опис |
| ---- | -------------------------------------------- | --- |
|      | Кельма (кельня)                              | Лопатка зі тонколистового сталевого полотна з вигнутою ручкою з деревини твердих порід. Вона уживається для розрівнювання розчину, заповнення вертикальних швів та підрізання надлишків розчину.                                                           |
|      | Молоток-кирочка                              | Спеціальний мулярський молоток вагою близько 0, 5 кг та з дерев'яною ручкою до 30 см. Уживається для рубання та тесання цегли, керамічного каменю. |
|      | Розчинова лопата                             | Спеціальна лопата для робіт з приготування розчину, а також для його перенесення і розрівнювання. |
|      | Розшивка                                     | Інструмент у вигляді розрізаної уздовж сталевої трубки з ручкої зі твердої деревини. Уживається для оброблення й ущільнення швів. Муляри використовують два види розшивок — з увігнутою та опуклою поверхнями.                                             |
|      | Скоби                                        | Пристрої для закріплення цегли. Причальні скоби закріпляють у швах муру, скоби з листової сталі надівають на цеглу, укладену плазом. |
|      | Причальний шнур                              | Кручений шнур 1, 5 — 3 мм завтовшки, який натягають увдовж муру. Призначається для дотримання горизонтальності мурованих рядів. |
|      | Проміжні маяки                               | Пристрої у вигляді прямокутного корпусу або звареної рамки. Слугують для фіксування причального шнура. |
|      | Шаблони                                      | Прилади для розмічування кутів. Шаблон у вигляді металевого косинця слугує для розмічування та перевіряння прямих кутів мурів. Шаблон з двох лінійок, з'єднаних хомутами з притискними гвинтами, призначається для розмічування віконних та дверних пройм. |
|      | Висок                                        | Сталевий конус вагою 0, 2 — 1 кг, підвішений на крученому шнурі до алюмінієвої планки. Призначений для перевіряння вертикальності кутів та поверхні муру                                                                                                   |
|      | Прави́ло                                      | Відфугований дерев'яний брусок або алюмінієвий профіль 1,2 — 2 м завдовжки. Призначається для контролю поверхні мурува́них стін |
|      | Складаний метр і рулетка                     | Прилади для лінійного вимірювання під час мурування. Довжина вимірювальних приладів має бути від 2 до 20 м |
|      | Рівень (ватерпас)                            | Прилад для перевіряння горизонтальності та вертикальності муру |
|      | Установка для приймання та видавання розчину | Металевий ящик місткістю до 2 м³ з кришкою і гвинтом-мішалкою усередині, підвішений на рамі. Споряджений затвором-льоткою. Слугує для приймання, підігрівання, перемішування і порційного видавання товарного розчину.                                     |
|      | Бункер з щелепним затвором                   | Металевий закритий ящик місткістю 1, 2 м³ з кришкою-щелепою. Призначений для приймання та подавання розчину на робоче місце муляра. |
|      | Розчиновий ящик                              | металеве корито місткістю 0, 24 м³ з петлями-вушками на вузьких кінцях. Слугує для подавання розчину на робоче місце муляра за допомогою крана. Допускається піднімання у гірлянді (до шістьох ящиків водночас)                                            |
|      | Бак для змочування цегли                     | Ємність з водою, призначена для змочування цегли у жарку і суху погоду. Піддони з цеглою занурюють у бак, змочують та подають до робочого місця муляра |
|      | Підхват-футляр                               | Щелепний захват вантажністю 1, 5 т. Призначений для вивантаження двох пакетів цегли з автомобіля та подавання їх до робочого місця муляра |
|      | Самозатяжний захват                          | Прямокутна рама з двощелепним важільним затискачем. Вантажність пристрою 1,75 т. Призначений для розвантаження пакетів силікатної цегли без піддонів, з автотранспорту та подавання їх до місця мурування                                                  |
|      | Світильники переносні                        | Розсувна рама з телескопічною стійкою, спорядженою плафонами. Призначена для освітлення робочого місця у темну пору доби. |
|      | Блок-контейнер                               | Легкий металевий контейнер-побутівка, призначений для зберігання одягу, інструменту та приладдя бригади мулярів. Має відділи для двох змін. |
|      | Нормокомплект                                | Технологічно необхідний набір інструменту, приладдя та інвентарю, розрахований на бригаду мулярів. Дбайливе його використовування сприяє підвищенню якості та продуктивності мулярської праці.                                                             |

## Джерело
- Инструмент, приспособления, инвентарь каменщика [Архівовано 28 серпня 2014 у Wayback Machine.] (рос.)